# Кшечув (Лодзинське воєводство)
Кшечув (пол. Krzeczów) — село в Польщі, у гміні Вешхляс Велюнського повіту Лодзинського воєводства.
Населення — 289 осіб (2011).
У 1975-1998 роках село належало до Серадзького воєводства.

## Демографія
Демографічна структура станом на 31 березня 2011 року:
|          | Загалом | Допрацездатний вік | Працездатний вік | Постпрацездатний вік |
| -------- | ------- | ------------------ | ---------------- | -------------------- |
| Чоловіки | 151     | 42                 | 91               | 18                   |
| Жінки    | 138     | 17                 | 84               | 37                   |
| Разом    | 289     | 59                 | 175              | 55                   |